# 小田切昌雄
小田切 昌雄（おだぎり まさお）は、江戸時代中期の武士。徳川氏家臣。

## 経歴・人物
貞享元年6月23日（1684年8月4日）15歳の時、徳川綱吉に拝謁する。貞享4年7月6日（1687年8月13日）父・昌近が上総国山辺郡砂田・萱野村間の争論に赴いた際に疎かな行動があったため処罰されたことに連座して、山内豊明に預けられ、のち山内豊昌に預けられる。元禄5年5月9日（1692年6月23日）赦免され、元禄9年7月5日（1696年8月2日）家督を継ぐ。元禄15年5月10日（1702年6月5日）大番に列し、正徳3年3月21日（1713年4月15日）番を辞す。 享保2年4月1日（1717年5月11日）死没、牛込保善寺に葬る。保善寺をのち代々の葬地とした。